# Калинино (Каневской район)
Калинино — село в Каневском районе Краснодарского края.
Входит в состав Кубанскостепного сельского поселения.

## География

### Улицы
- пер. Речной,
- ул. Длинная.

## Население
| 2002 | 2010 |
| ---- | ---- |
| 186  | ↘158 |